# 자라사이구

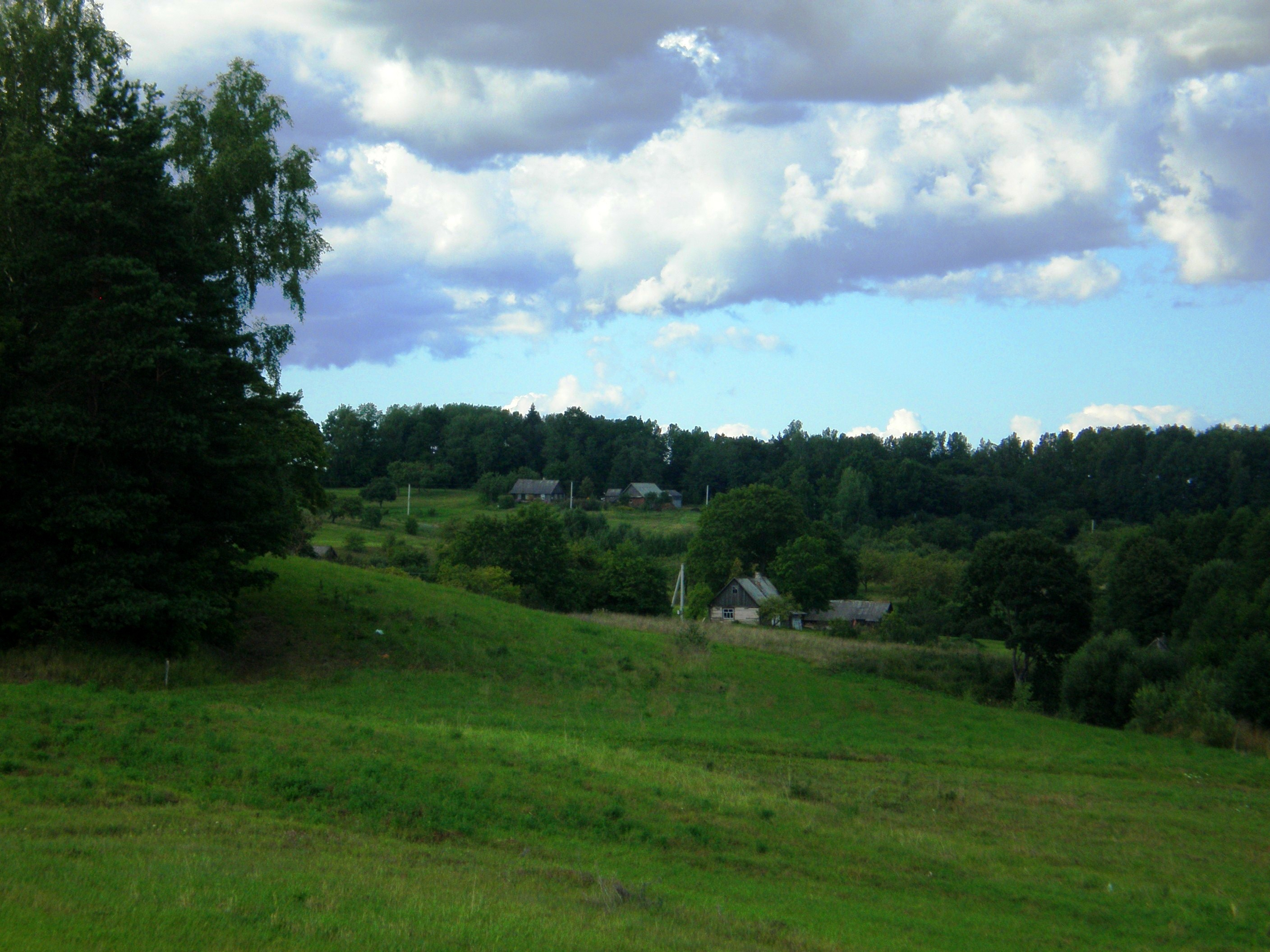
자라이구 베셀라바 마을

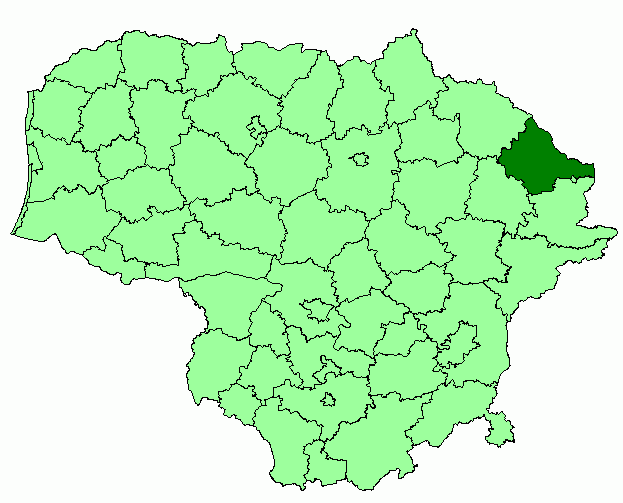
자라사이구의 위치

자라사이구(리투아니아어: Zarasų rajono savivaldybė)는 리투아니아 우테나주를 구성하는 6개 지방 자치체 가운데 하나로 행정 중심지는 자라사이이며 면적은 1,331km2, 인구는 17,035명(2015년 기준), 인구 밀도는 12.8명/km2이다. 구 전체 면적의 30%를 차지하는 삼림, 약 300개에 달하는 호수로 유명한 곳이며 10개 장로구를 관할한다. 우테나주 비사기나스시, 이그날리나구, 우테나구, 파네베지스주 로키슈키스구와 접하며 북동쪽으로는 라트비아, 동쪽으로는 벨라루스와 국경을 접한다.

지방 자치체 문장